# Sustipan
Sustipan, manji poluotok smješten nedaleko od središta grada Splita, koji s jugozapada zatvara splitsku gradsku luku. Tu je u kasnoj antici postojala kršćanska bazilika, na čijim je temeljima sagrađen srednjovjekovni samostan sv. Stjepana pod borovima, koji je imao veliki ugled u Splitu i po kojem je poluotok dobio svoje ime. U to samostanu je jedno vrijeme (od 1078.) živio i posljednji član kraljevske dinastije Trpimirovića, Stjepan II. († 1090./91.), nakon što se odrekao svih časti i krune u korist hrvatskog bana Dmitra Zvonimira († 1089.).
Samostan je propadao od 14. stoljeća, kada su ga napustili redovnici, da bi naposljetku bio porušen 1832. godine kada je gradska uprava odlučila na tom mjestu podići gradsko groblje. Nakon Drugog svjetskog rata, groblje je porušeno i premješteno na današnju lokaciju na Lovrincu, a prostor Sustipana pretvoren je u park.

## Geografski položaj
Poluotok Sustipan je jugozapadni rt koji zatvara splitsku gradsku luku i čini dio Marjanskog polutoka. Pruža se u smjeru istok-zapad u duljini od 500 metara. Niži, istočni dio grebena je sama hrid, a na srednjem i zapadnom dijelu su naslage zemlje.

## Samostan sv. Stjepanapod borovima
Benediktinska crkva i samostan sv. Stjepana pod borovima spominje se prvi put u darovnici đakona Petra oko 1020. godine, u kojoj je zabilježen je i tadašnji opat Urso. Samostanski kompleks sastojao se od crkve, klaustra i zgrada za stanovanje. Opatija je u srednjem vijeku uživala osobit ugled u Splitu, što se ogleda u činjenici da je opat tog samostana bio najistaknutija osoba u gradu iza splitskog nadbiskupa i gradskog kneza. Iz dokumenata je poznato da je 1069. godine hrvatski kralj Petar Krešimir IV. (1058. – 1074.) darovao samostanu mjesto za mlin blizu crkve sv. Petra na solinskom području. Najpoznatiji žitelj tog samostana bio je Krešimirov sinovac, hrvatski herceg i kasniji hrvatski kralj Stjepan II. († 1091.), koji se odrekao kraljevskog prijestolja u korist bana Zvonimira i povukao u taj samostan.
Godine 1442. umro je posljednji opat Deodat Stojanov, građanin Splita, nakon čega se opatija ugasila. Godine 1445. papa Eugen IV. (1431. – 1447.) predao je kompleks bivšeg samostana splitskom nadbiskupu i otada je služio kao komenda. Krajem 17. stoljeća ukinuta je komenda, a kompleks je prepušten splitskom Nadbiskupskom sjemeništu. Budući da su, tijekom stoljeća, crkva i samostan postali zapušteni i urušeni, na mjestu stare crkve je oko 1700. godine, podignuta nova, manja. Nova crkva sv. Stjepana prvomučenika detaljno je obnovljena 1814. godine i tom prilikom je njena unutrašnjost ukrašena sa šest antičkih stupova s kapitelima, koji vjerojatno potječu iz Dioklecijanove palače.

## Sustipansko groblje
Na poluotoku Sustipanu pronađeni su antički sarkofazi i ranosrednjovjekovni grobovi starohrvatskog tipa, što upućuje na kontinuitet ukapanja na tom području. Na istom području sahranjivane su i žrtve brojnih epidemija kuge, počev od Crne smrti iz 1348. godine pa sve do posljednje velike epidemije 1784. godine.
Zabilježeno je da 2.182 ukopanih u razdoblju od 1650. do 1826., dok je od 1826. do 1928. godine, na splitskom groblju na Sustipanu pokopano 28.702 preminulih građana.
Godine 1820. novo gradsko groblje projektirao je splitski arhitekt Vicko Andrić (1793. – 1866.), po nalogu Dalmatinskog namjesništva. Groblje je svečano otvoreno 1826. godine pod imenom Cimitero cattolico di S. Stefano. Na groblju su postojale grobnice brojnih splitskih bratovština (sv. Antuna, sv. Petra od Lučca, sv. Križa, sv. Frane, sv. Gospe od Dobrića, sv. Duha itd.), a obiteljske kamene gorbnice ukrasili su skulpturama poznati umjetnici poput Ivana Rendića, Tome Rosandića i Ivana Meštrovića. Od poznatih Splićana na tom groblju bili su pokopani, između ostalih, Antonio Bajamonti, Gajo Bulat, Duje Rendić-Miočević, Franjo Carrara, Vicko Andrić, Josip Karaman i brojni drugi.
Splitska općina je odlučila 1920. godine otvoriti novo gradsko groblje na Lovrincu te je naposljetku staro groblje zatvoreno 1928. godine. Staro je groblje nakon zatvaranja bilo zapušteno, zbog čega je nakon Drugog svjetskog rata postalo predmetom vandalizma i krađe metalnih dijelova s grobnica. Unatoč protivljenju dijela konzervatorske i kulturne scene, sustipansko groblje je u potpunosti uklonjeno 1959. godine, a sačuvani su samo crkva sv. Stjepana prvomučenika, ostaci benediktinske crkve i samostana i klasicistički glorijet.